# Brasserie Braník
Pivovar Braník ou également Branický pivovar est une brasserie pragoise, fondée en 1899. D'une  superficie d'environ cinq hectares et située dans le quartier Braník, cette brasserie a arrêté sa production en janvier 2007. La production a été transférée à la brasserie Staropramen à Smíchov. Cependant, le bâtiment actuel de la brasserie Branické, ainsi que les glaceries Branické voisines, constituent un bâtiment et un monument technique intéressant et de grande valeur architecturale de style néo-Renaissance et Art nouveau.

## Histoire
La brasserie a été fondée en 1899 par des brasseurs de Prague "dans le but d'établir une nouvelle brasserie de style grandiose et la plus moderne reliée à une malterie à Prague",. La nouvelle brasserie s'appelait Brasserie sociale des brasseurs de Prague et a été construite en seulement 14 mois. Ainsi, le 5 septembre 1900, le premier lot de bière  pouvait déjà être exposé.
Mikoláš Aleš est l'auteur du premier emblème de la brasserie sociale des brasseurs de Prague à Braník. Il est issu des armoiries de Saint Venceslas et de deux anges, accordées aux malteurs tchèques par l'empereur Charles IV. Les  armoiries colorées d'Alš, qui sont devenues la marque de fabrique de la brasserie, sont encore visibles aujourd'hui à leur emplacement d'origine - sur la malterie de la brasserie Braník. Après 1989, la polychrome St Venceslas figure sur toutes les étiquettes des produits (bière Sládek, dix et bière blonde légère).
La bière n'y est plus brassée depuis 2006, la production d'une partie de la gamme a été reprise par la brasserie Smíchov à Prague 5.

## Avenir
L’avenir de l'endroit n’est pas encore entièrement décidé. En 2007, la société ING Real Estate Development a planifié ici une construction résidentielle avec des équipements publics nécessaires.
En 2020, la zone est un espace pour les entrepôts de diverses entreprises, il y a une salle de jeux Laser Games, un centre éducatif et un magasin, des épiceries fines et, sur le site des anciennes écuries, la microbrasserie Moucha.
En septembre 2021, sera inaugurée ici la Maison de l'art de la danse, qui abrite par exemple le Centre de danse – Conservatoire de Prague ou le Ballet de chambre de Prague.